# Qualea wittrockii
Qualea wittrockii är en tvåhjärtbladig växtart som beskrevs av Gustaf Oskar Andersson Malme. Qualea wittrockii ingår i släktet Qualea och familjen Vochysiaceae. Inga underarter finns listade i Catalogue of Life.